# 知字井站
知字井站是位于吉林省乾安县知字井村的一个铁路车站，邮政编码131402。车站建于1966年，有通让铁路经过该站，现不办理客货运业务，车站及其上下行区间均未电气化。车站距离通辽站198公里，隶属沈阳铁路局，是五等站。